# Horkos
Horkos, Horcus (gr. Ὁρκος, łac. Jusjurandum) – w mitologii greckiej bóg przysięgi. Zadawał kary oszustom, był towarzyszem bogini prawa Dike
Był synem Eris, która zrodziła go sama z siebie. Według innych wersji jego rodzicami byli Eter i Gaja. Wergiliusz pisze o Horkosie jako o synu Gai.
Podobni bogowie w mitologii rzymskiej to Orkus oraz Sancus.
Horkos występuje w jednej z bajek Ezopa. Otóż pewien człowiek pożyczył pieniądze od znajomego. Wyjechał z miasta, kiedy pożyczkodawca upomniał się o zwrot. W drodze za miastem spotkał jakiegoś człowieka. Spytał się go kim jest, a wtedy ten powiedział, że nazywa się Horkos i przyszedł tutaj, aby ścigać złych ludzi. Człowiek spytał się go kiedy wróci. Bóg powiedział, że za trzydzieści lub czterdzieści lat. Człowiek odetchnął z ulgą i zawarł kolejną umowę, której nie dotrzymał. Wtedy zjawił się Horkos i zaciągnął owego mężczyznę na skraj urwiska. Mężczyzna zdziwił się i spytał, dlaczego bóg pojawił się tak wcześnie. Horkos odpowiedział, że jeśli ktoś go sprowokuje może pojawiać się nawet codziennie.
Także Herodot wspomniał o Horkosie w jednej ze swoich historii. Glaukos, syn Epikydesa przyszedł do Delf po radę u tamtejszej wyroczni. Spytał się czy wydać pieniądze, które poprzysiągł strzec. Wyrocznia powiedziała mu, żeby tego nie czynił, ponieważ bóg Horkos wyśle na niego i jego potomstwo swojego straszliwego syna bez imienia, bez rąk i nóg, ale z nieustanną żądzą karania. Słysząc to Glaukos szybko przeprosił Horkosa, że w ogóle zadał takie pytanie.

## Rodzeństwo
- Ponos (Trud),
- Limos (Głód),
- Algos (Ból),
- Fonos (Morderstwo),
- Lete (Zapomnienie),
- Mache (Walka),
- Hysminai (Bitwa),
- Androktasiai (Zabójstwo)
- Neikea (Kłótnia)
- Pseudologoi (Kłamstwo)
- Amfilogiai (Spór)
- Dysnomia (Bezprawie, Anarchia)
- Ate (Ślepa głupota, Iluzja)